# Dioza
Dioza je monosaharid koji sadrži dva atoma ugljenika. Pošto je opšta hemijska formula monosaharida , gde je n tri ili više, dioza ne zadovoljava formalnu definiciju monosaharida. Uprkos tome ona se ponekad smatra najosnovnijim šećerom. Postoji samo jedna moguća dioza, glikolaldehid (2-hidroksietanal), koja je aldodioza.

## Literatura
- Robyt, John F. (1997). Essentials of Carbohydrate Chemistry (1. изд.). Springer. ISBN 978-0-387-94951-2.
- Lindhorst, Thisbe K. (2007). Essentials of Carbohydrate Chemistry and Biochemistry (1. изд.). Wiley-VCH. ISBN 978-3-527-31528-4.